# Van Hool A280
Le Van Hool A280 est un type de bus belges fabriqué par Van Hool.

## Historique
Le bus a été développé à l'imitation de l'autobus articulé AG280 et du midibus AU138. Le constructeur souhaitait développer ce concept pour un bus de la ville. Le bus a été le successeur de l'A120 et le précurseur de l'A500. En raison de la courte production, seuls quelques bus ont été vendus.

## Caractéristiques
Contrairement à la dernière version de l'A120, le pare-brise est moins fortement courbé vers l'arrière, et le sol est maintenu bas. Cela permet aux sièges d'être placés sur des zones surélevées.
En raison de la place du moteur (MAN), le sol pouvait être maintenu à plat sur toute la longueur du bus. Cela a permis une porte supplémentaire et de créer une plate-forme à l'arrière. Un prototype circula sur les réseaux de différents exploitants urbains.
Sur ce premier prototype, les phares sont toujours placés dans le pare-chocs avant. Sur un prototype ultérieur, destiné au marché français, et ce modèle deviendra la production de série, les phares sont déplacés sur le capot avant. Le dos est configuré différemment et les petites vitres latérales à l'arrière disparaissent.
C'est seulement en 1987 que Van Hool reçoit les premières commandes de l'étranger.
En 1988, la STIC et la SNCV passent commande. La STIC va acheter trois exemplaires (216-218, plus tard TEC Charleroi 7216-7218); ceux-ci sont aujourd'hui utilisés comme bus auto-école. La SNCV, quant à elle, achètera dix véhicules (2295-2304). Ceux-ci sont d'abord déployés au Luxembourg, mais plus tard transférés à Alost.
Parallèlement à ces commandes, Van Hool présente le successeur de l'A280, le Van Hool A500.

## Production
| Pays       | Exploitant     | Type | Série         | Nombre | Année | Utilisation                                 | Remarques                                                                           |
| ---------- | -------------- | ---- | ------------- | ------ | ----- | ------------------------------------------- | ----------------------------------------------------------------------------------- |
| Belgique   | Autobus Naway  | A280 | 460109        | 1      | 1988  | Hainaut                                     | Prototype A500                                                                      |
| Belgique   | De Lijn        | A280 | 2295 - 2304   | 10     | 1988  | Flandre-Orientale                           | Ex-SNCV                                                                             |
| Belgique   | Kruger Autobus | A280 | 110524        | 1      | 1986  | Anvers                                      | Ex-bus démo Ex-Robbrecht 262135 Ex-157216b                                          |
| Belgique   | MIVA           | A280 | 1280          | 1      | 1988  | Anvers                                      | Après les tests à la MIVA ne fut pas repris par De Lijn                             |
| Belgique   | SNCV           | A280 | 2295 - 2304   | 10     | 1988  | Luxembourg, Alost                           | D'abord en service dans le Luxembourg, ensuite à Alost. Retirés du service en 2004. |
| Belgique   | SNCV           | A280 | 2471 - 2480   | 10     | 1989  | Service urbain de Namur                     | Repris plus tard par le TEC Namur-Luxembourg avec le numéro de série 4.650 - 4.659  |
| Belgique   | SNCV           | A280 | 5998          | 1      | 1985  |                                             | Bus démo                                                                            |
| Belgique   | Robbrecht      | A280 | 262135        | 1      | 1986  | Flandre-Orientale                           | Bus démo Racheté à Kruger Autobus                                                   |
| Belgique   | STIC           | A280 | 216 - 218     | 3      | 1988  | Réseau urbain de Charleroi                  | Repris plus tard par le TEC Charleroi avec le numéro de série 7.216 - 7.218         |
| Belgique   | TEC            | A280 | 4.650 - 4.659 | 10     | 1989  | Service urbain de Namur                     | Auparavant, SNCV 2471 - 2480                                                        |
| Belgique   | TEC            | A280 | 7.216 - 7.218 | 3      | 1988  | Réseau urbain de Charleroi / Bus auto-école | Ex-STIC Utilisés comme bus auto-école                                               |
| Belgique   | Van Rompaye    | A280 | 159615        | 1      | 1988  | Anvers                                      | Bus test de juin à septembre 1987                                                   |
| Luxembourg |                |      |               |        |       |                                             |                                                                                     |

## Préservation
Le prototype des A280, construit en 1985 et essayé dans de nombreuses villes belges jusqu'en 1987, a par la suite roulé pour le compte de l'opérateur Kruger Autobus sous contrat avec la SNCV puis De Lijn. Réformé en 2003, il a depuis été restauré en livrée SNCV tardive et est exposé au Vlaamse Tram- en Autobusmuseum (VlaTAM).